# Mikalai Bezyazychny
Mikalai Bezyazychny es un deportista bielorruso que compitió en esgrima en silla de ruedas. Ganó una medalla de plata en los Juegos Paralímpicos de Pekín 2008 en la prueba de espada individual (clase B).

## Palmarés internacional
| Juegos Paralímpicos | Juegos Paralímpicos | Juegos Paralímpicos | Juegos Paralímpicos |
| Año                 | Lugar               | Medalla             | Prueba              |
| ------------------- | ------------------- | ------------------- | ------------------- |
| 2008                | Pekín (China)       | Medalla de plata    | Espada individual B |